# Isidor Popper
Isidor Popper (* 10. Januar 1816 in Hildesheim; † 7. März 1884 in Hamburg) war ein deutscher Lithograf, Genre- und Porträtmaler sowie Karikaturist jüdischen Glaubens.

## Leben
In den Jahren 1839 bis 1840 studierte Popper Malerei an der Kunstakademie Düsseldorf. Dort war Theodor Hildebrandt sein Lehrer. Später ging er nach Hamburg, wo er im Winter 1843 ein Brustbild von Heinrich Heine anfertigte. Dieses gelangte später in den Besitz seines Bruders Julius Popper, der Prediger der Berliner Reformgemeinde war. Des Weiteren wurde hiervon 1872 eine Lithografie angefertigt, vermutlich durch Popper selbst, denn er gründete etwas später dort eine lithografische Anstalt. Auch die Mutter Heines, Betty Heine, porträtierte er; das Bildnis befand sich anschließend im Besitz von Gustav Heine. Er war unter anderem von 1847 bis 1852 als Zeichner für die Zeitschrift Mephistopheles tätig. Weitere Werke von ihm waren im Jahr 1848 ein Bildnis des Unternehmers Bernhard Salomon Berendsohn sowie ein Bildnis des Pädagogen Eduard Kley. Eine Lithografie von ihm, die den deutschen Reichsminister Johann Gustav Heckscher zeigt und mit I. Popper fecit signiert ist, erschien 1848 im Verlag bei Bernhard Salomon Berendsohn.

Auswahl
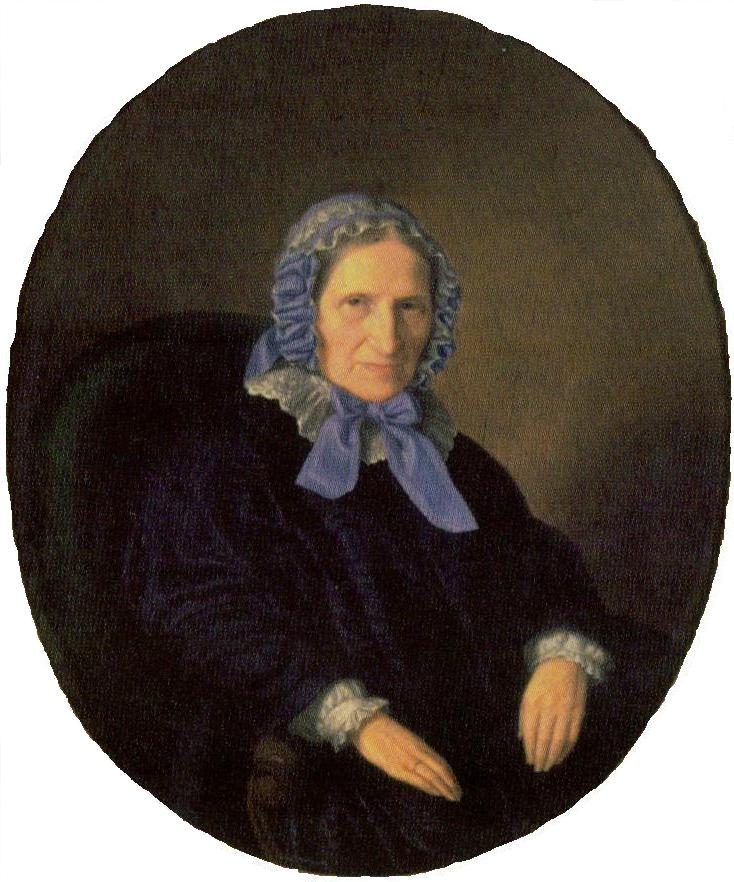
Porträt der Betty Heine, Mutter von Heinrich Heine
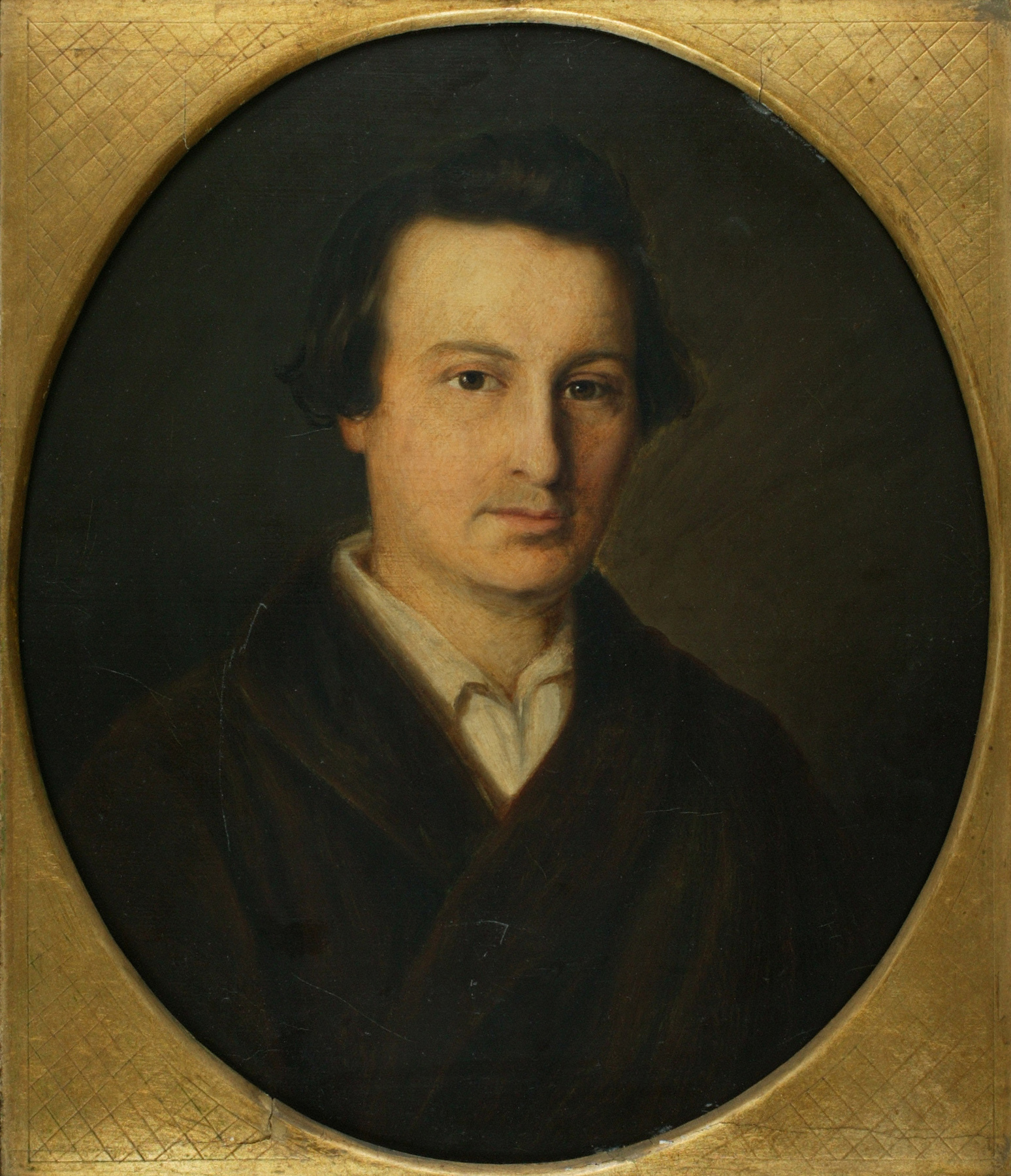
Porträt Heinrich Heines, 1843/44
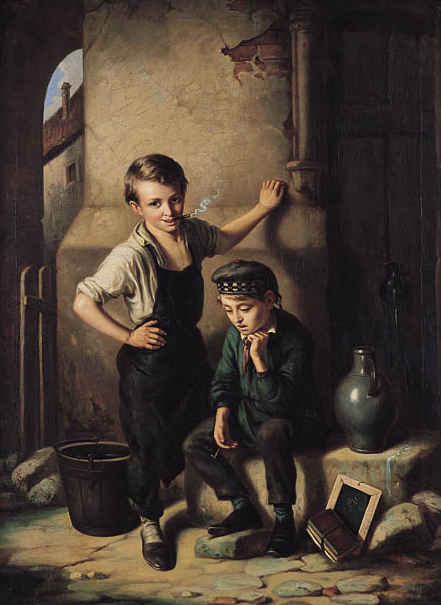
Erste Zigarette eines Schülers, 1858
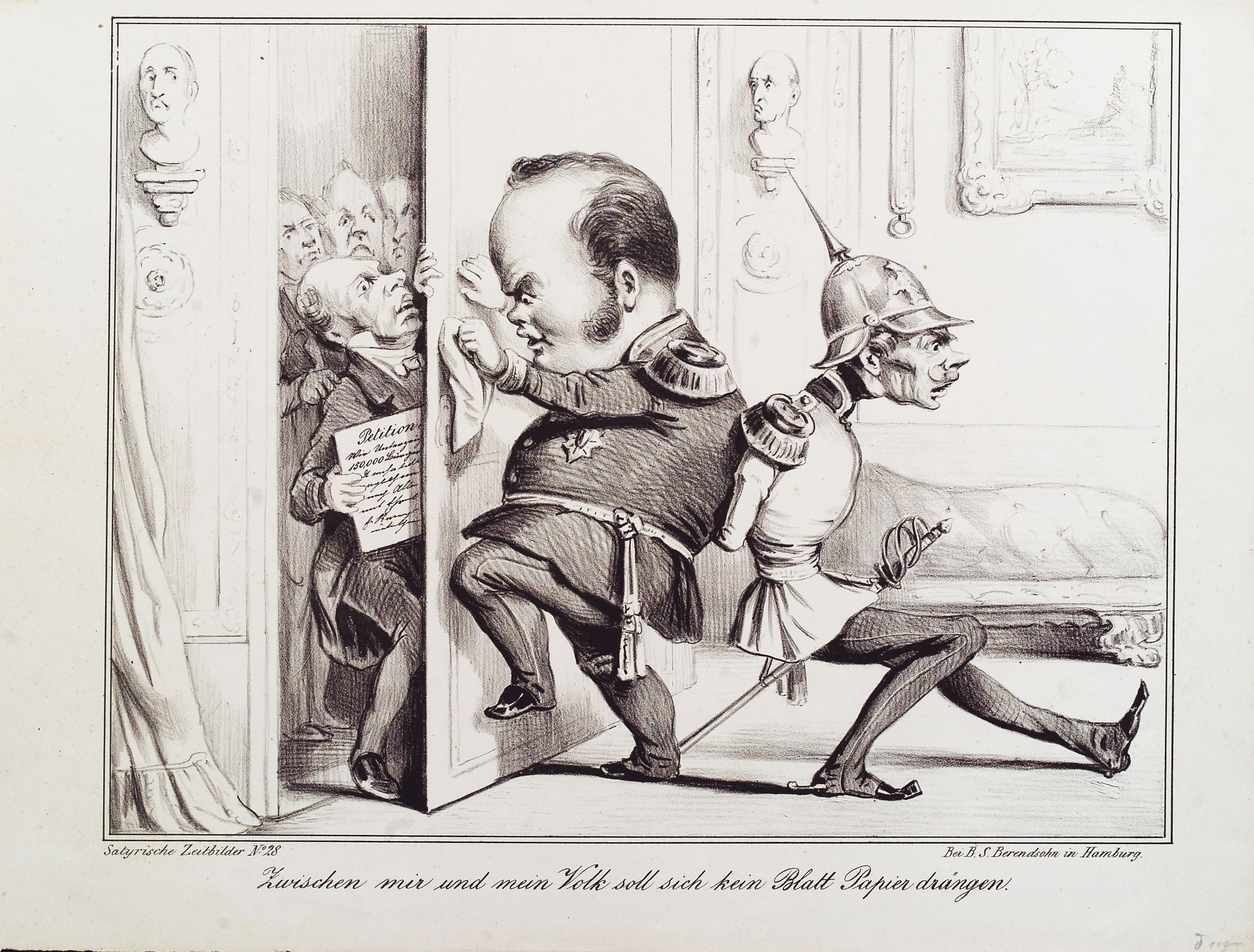
Karikatur auf Friedrich Wilhelm IV. von Preußen
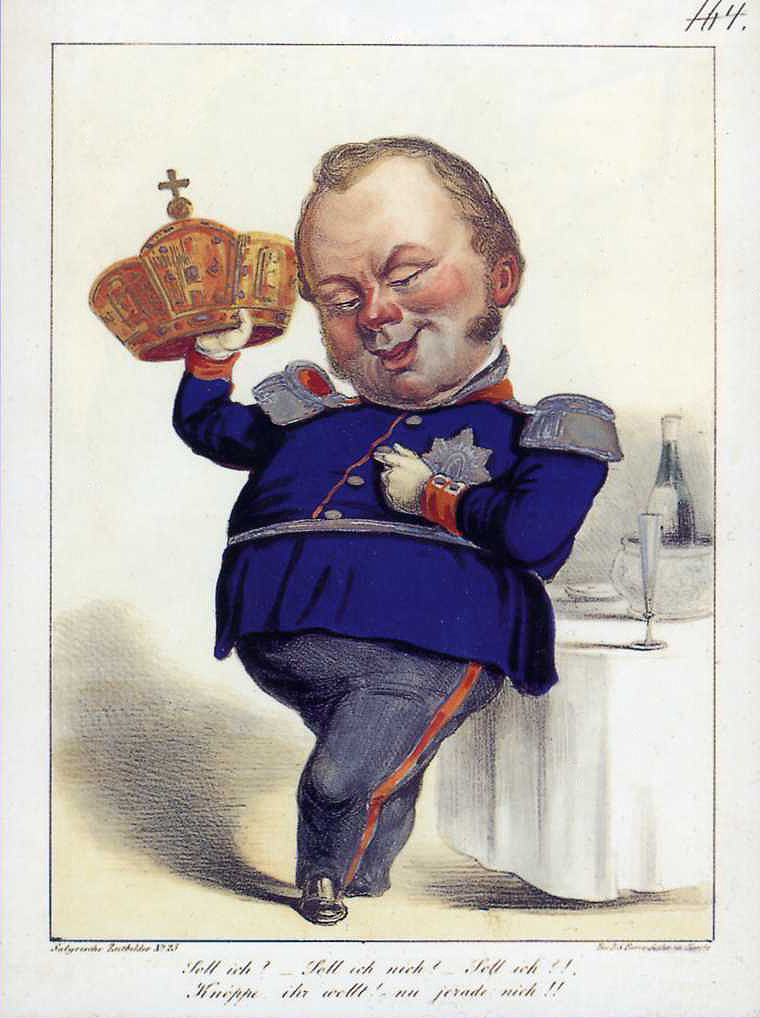
Karikatur auf Friedrich Wilhelm IV. von Preußen
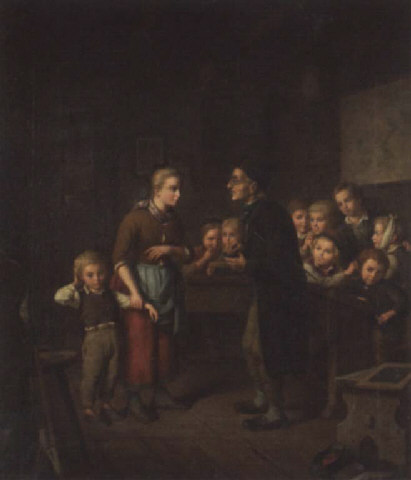
In der Dorfschule, 1871
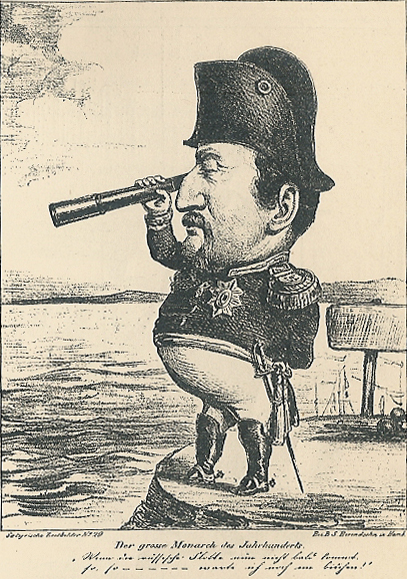
Karikatur auf Friedrich VII. von Dänemark